# Agaton Ericstam
Karl Agaton Ericstam, ursprungligen Eriksson, född 29 juni 1881 i Vittinge församling i Västmanlands län, död 4 april 1974 i Uppsala domkyrkoförsamling i Uppsala län, var en svensk lärare och hembygdsforskare.
Agaton Ericstam var son till Per Eriksson och Johanna Kristina Lundin samt morfars bror till Anita Haglöf. Sina tidiga barndomsår tillbringade han i Nässelsta, Vittinge, där fadern då var statare. Fadern blev sedan slaktare och kyrkvaktare och familjen flyttade till Missionshuset i Önsebo, Huddunge. Agaton antog namnet Ericstam 1901.
Han skrevs in vid Folkskollärarseminariet i Uppsala 1898, avlade folkskollärarexamen där 1902 och samma år organist- och kyrkosångarexamen. Han tjänstgjorde i Ånimskogs kyrkskola och därefter i Lingbo skola. År 1915 kom han till Grytnäs där han var överlärare från 1925 till pensioneringen 1941. Agaton Ericstam var en engagerad hembygdsforskare och hans arbete resulterade i två böcker om Grytnäs socken, del 1 som utkom 1941 och del 2 som utkom 1953.
Agaton Ericstam gifte sig 1913 med Ida Johansson (1879–1951) och 1952 med Helga Andersson (1894–1981). Han fick en dotter: Karin Lundberg (1915–1999) i första äktenskapet. Han är begravd på Uppsala gamla kyrkogård.